# Парк за танцуващи мечки
Вижте пояснителната страница за други значения на Музей на мечката.
Паркът за реадаптация на танцуващи мечки е разположен в югозападния дял на Рила, в местността Андрианов чарк на около 12 km от град Белица. Обхваща площ от 120 000 m2 на надморска височина между 1200 и 1345 m.
Паркът е създаден със средства на фондациите „Четири лапи“ и „Бриджит Бардо“ и Община Белица. В изграждането му участват експерти, изучаващи поведението и навиците на кафявата мечка. В него има гъсти гори и хълмове за разходка и уединение, поляни и специално изградени слънчеви места за почивка. Изградени са и различни по размер и форма езера за къпане и бърлоги за сън.
Открит е на 17 ноември 2000 г. Първите мечки, които са настанени в парка са Марияна, Стефан и Калинка. През 2001 г. е доведена и мечката Станка, която е в тежко състояние. На 11 юни 2001 г. са настанени и мъжките мечки Гошо и Боби. В парка живеят всички 25 регистрирани танцуващи мечки в България, както и 3 от Сърбия. През 2017 г. е доведена и мечката Рику от Албания.

## Посещения
В парка се организират разходки на всеки половин час между 12:00 и 18:00 ч. през април и юни, 10:00 – 12:00 ч. и 13:00 – 18:00 ч. през юли и август, и от 12:00 до 18:00 ч. от септември до ноември.
В близост до Парка за танцуващи мечки се намира курортният комплекс Семково и Станков водопад.